# 切雷托洛梅利纳
切雷托洛梅利纳（義大利語：Ceretto Lomellina），是意大利帕维亚省的一个市镇。总面积7平方公里，人口216人，人口密度30.9人/平方公里（2009年）。国家统计（ISTAT）代码为018044。